# دبیرستان نامونئآس جنوبی
دبیرستان نامونِئآس جنوبی یک مدرسه آموزش متوسطه در آبخوست ففان، تالاب چوک، ایالت چوک، ایالات فدرال میکرونزی است. وزارت آموزش و پرورش ایالت چوک این مدرسه را مدیریت می‌کند.
ساخت این مدرسه در سال ۱۹۷۰ آغاز شد. برنامه سال مالی ۱۹۷۲ برای قلمرو تراست جزایر اقیانوس آرام، ساخت یک فروشگاه و چهار کلاس درس را با هزینه ۸۲،۲۰۰ دلار آمریکا تأمین کرد.